# 니시노 카나
니시노 카나(西野 カナ 니시노 가나[*], 1989년 3월 18일 - )는 일본의 여성 가수이다. 미에현 마쓰사카시에서 태어났으며, 2008년에 싱글 〈I〉로 데뷔하였다.

## 인물
- 미에 대학 교육학부부속 중학교, 학교법인 우메무라학원 미에고등학교 졸업. 나고야시에 있는 킨조학원대학(金城學院大學) 문학부 영어영미문화학과 졸업.
- 2차례 미국에서 살았다.
- 말할 때는 미에 마쓰사카 사투리를 쓴다.
- 고등학교 때 쓰가루 민요를 배운 적이 있다.
- 오빠는 니코니코동화에서 우타이테로 활약 중인 세키한(赤飯)으로 알려져 있다.

## 내력
16세 때 어머니가 응모한 오디션에서 40000명 가운데 1위를 차지한다. 2006년, SME Records와 계약하며 가수 데뷔가 결정되었고, 약 3년 동안 준비했다. 음악방송 《COUNT DOWN TV》 〈2009년 히트했다고 생각하는 아티스트 랭킹〉 2위를 차지했다. (1위는 flumpool, 3위는 시드)
2008년 12월, 미에현지사 노로 아키히코와의 대담 후, 사상 최연소 '미에 관광대사'로 임명되었다. 2010년 12월 31일, 데뷔 후 처음으로 NHK 홍백가합전에 출연했다. 2018년까지 9회 연속 출장하였다.

## 음반 목록

### 참가 작품
| 발매일          | 음반 제목 / 아티스트                     | 곡 명                                       |
| --------------- | ---------------------------------------- | ------------------------------------------- |
| 2009년 3월 4일  | L.I.F.E.2 / KARUTETTO                    | 06. I ♥ 恋 feat. 니시노 카나                |
| 2009년 3월 18일 | SOUL SPIRAL / TARO SOUL                  | 11. この曲止まるまでは... feat. 니시노 카나 |
| 2009년 5월 27일 | LOVE QUEST / WISE                        | 02. 会えなくても feat. 니시노 카나          |
| 2010년 1월 27일 | BRAVE HEART feat. 니시노 카나 / NERDHEAD | 01. BRAVE HEART feat. 니시노 카나           |
| 2011년 3월 16일 | By your side feat. 니시노 카나 / WISE    | 01. By your side feat. 니시노 카나          |

## 출연

### TV
- 《MTV colors》 (MTV JAPAN, 2008년 4월 7일 - 6월)
- 《saku saku》 (tvk, 2008년 8월 18일 - 22일)
- 《SAKAE TA☆RO》 (주쿄 TV)
- 《착신 사례! 휴대 전화 완전 중요》 (NHK, 2009년 6월 20일, 11월 7일)
- 《MUSIC STATION》 (아사히 TV, 2009년 7월 10일, 10월 30일, 12월 25일, 2010년 3월 5일, 5월 21일, 10월 1일)
- 《구탄누보》 (간사이 TV, 2009년 9월 9일)
- 《와랏테이이토모!》 (후지 TV), 2009년 11월 13일)
- 《신 도모토쿄다이》 (후지 TV, 2010년 2월 14일)
- 《TOP RUNNER》 (NHK, 2010년 5월 1일)
- 《비밀의 아라시짱!》 (TBS, 2010년 6월 17일)
- 《Music Lovers》 (NTV, 2010년 6월 21일)
- 《메자마시 TV》 (후지 TV, 2010년 7월 7일)
- 《SMAP×SMAP》 (간사이 TV, 2009년 12월 14일, 2010년 11월 1일)
- 《NHK 홍백가합전》 (NHK, 2010년 12월 31일)
- 《소울 이터 2기》 엔딩곡
- 《나루토 질풍전 7기 극장판 「더 로스트 타워」]》OST